# マイアラ・ウォルシュ
マイアラ・ウォルシュ（Maiara Walsh、1988年2月18日 - ）は、アメリカ合衆国の女優、歌手。

## 来歴
アメリカ合衆国のワシントン州シアトルにてブラジル人の母親とスウェーデン、アイルランド、ドイツの家系であるアメリカ人の父親の間で生まれる。
彼女はブラジル国籍とアメリカ国籍の両方を所持している。2歳の時に家族と共にブラジルへ移り、11歳でブラジルからアメリカのシミバレー (カリフォルニア州)に移った。
彼女はディズニーチャンネルのドラマ・シリーズである『コーリー ホワイトハウスでチョー大変!』でミーナ・パルーム役を演じた。
ABCのドラマ・シリーズ、『デスパレートな妻たち』の「シーズン6」ではアナ役を演じる。
英語の他にポルトガル語とスペイン語を流暢に話すことができ、フランス語とイタリア語もできるという。好きな食べ物はブラジルのバーベキュー料理とパスタであり、スポーツはサッカーとソフトボールが好きである。

## 主な出演作品

### テレビ
- 『Unfabulous』（2005）
- 『コーリー ホワイトハウスでチョー大変!』Cory in the House（2007-2008）
- 『デスパレートな妻たち』Desperate Housewives（2009-2010）
- 『The Secret Life of the American Teenager』（2010）
- 『ヴァンパイア・ダイアリーズ』The Vampire Diaries（2010）

### 映画
- 『Lullabye Before I Wake』（2007）
- 『Revolution』（2008）
- 『The Prankster』（2010）
- 『ミーン・ガールズ2』Mean Girls 2（2011）